# Бачатский угольный разрез
Разрез «Бача́тский» расположен в посёлке городского типа Бачатский Беловского городского округа Кемеровской области.
Строительство разреза началось в 1948 году в семи километрах от старинного села Бачаты, по которому протекает река Большой (Черновой) Бачат. Бачатским ещё в XIX веке было названо и месторождение каменного угля, а первые разработки его — Бачатскими копями. На Бачатском месторождении добыча угля началась в 1851 году. Находилось месторождение всего в 27 верстах от Гурьевского металлургического завода. Таким образом, с Бачатской копи началось освоение Кузнецкого угольного бассейна.

## История
В марте 1948 г. на северо-западной окраине Бачатского месторождения началось строительство Бачатского угольного разреза. В эксплуатацию он был сдан 11 августа 1949 г. (приказ Минуглепрома СССР № 412), став вторым предприятием открытой угледобычи в Кузбассе. Принят государственной комиссией 27 августа 1949 г.
Проектная мощность — 300 тыс. тонн угля в год со сроком отработки месторождения за 18 лет. Однако дальнейшая разведка месторождения по новому определила будущее, а предполагаемый год закрытия Бачатского, 1966-й, вошёл в историю как год награждения передового коллектива орденом Трудового Красного Знамени — за успешное выполнение плановых заданий и большой вклад в развитие угольной промышленности страны.
На 2009 год разведанные промышленные запасы в отведенных границах разреза составляют более 300 млн тонн угля, причем 37 % — коксующихся марок.
Уникальность разреза определяется наличием углей как энергетических, так и коксующихся марок с низкой зольностью (от 4,3 до 8,5 %) и высокой теплотворной способностью (до 8400 Ккал/ кг).
Угленосные отложения Бачатского разреза включают 22 угольных пласта, из них 17 рабочих с суммарной средней мощностью 53 м и преобладающими углами падения от 50 до 85 градусов.
Основные отрабатываемые пласты — Мощный, Горелый, Прокопьевский, Безымянный, Характерный, Лутугинский, Внутренний.
Средняя глубина отработки — 250 м. Длина границы разреза по поверхности до 9,9 км, ширина от 0,9 до 2,3 км.

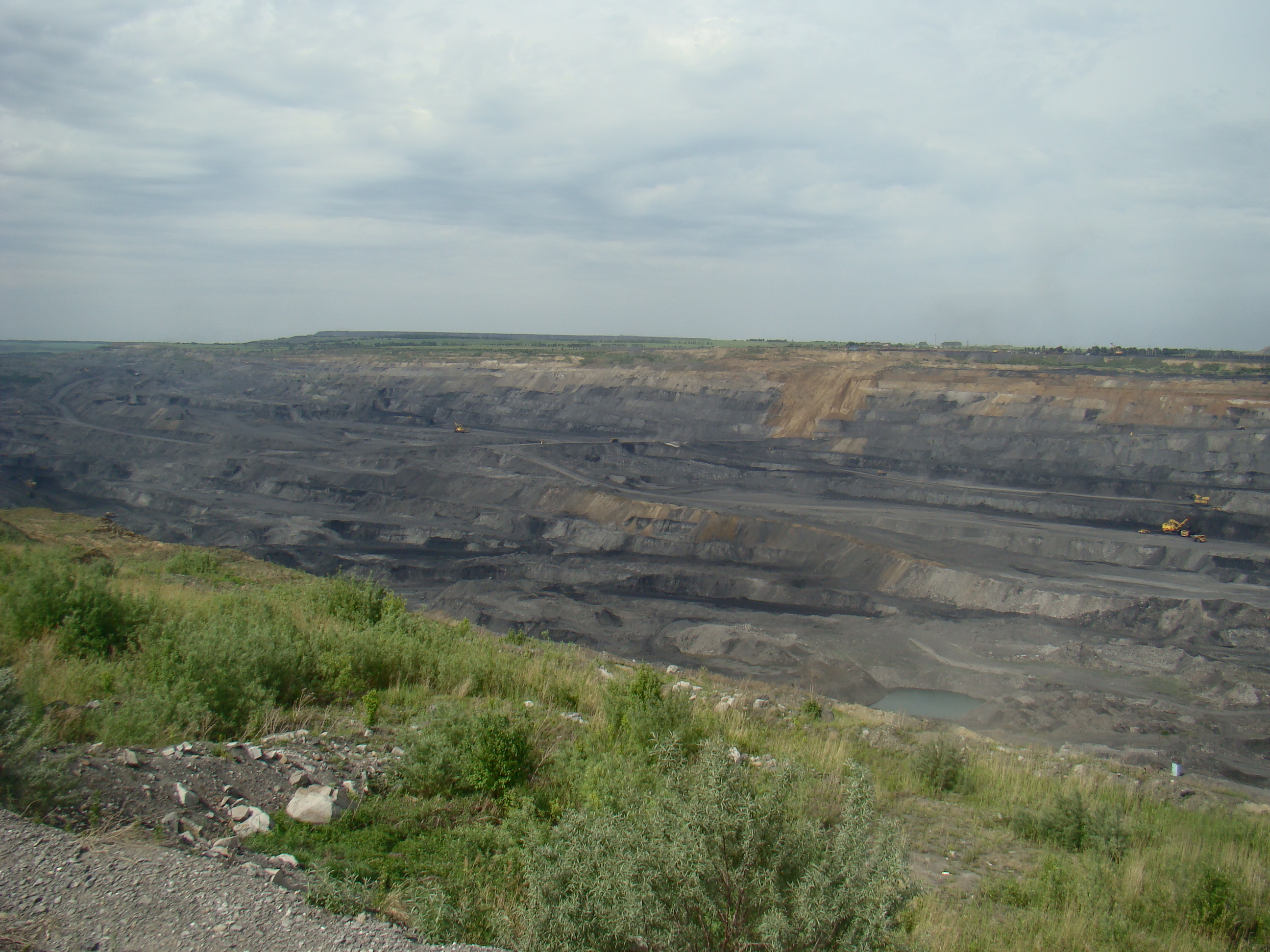
Бачатский угольный разрез

- Во времена СССР предприятие имело статус государственного и называлось именем 50 лет Октября.
- Март 1994 г. — Преобразование в Открытое акционерное общество «Разрез Бачатский» со смешанной формой собственности. Распределение акций произошло следующим образом 25 % привилегированных акций типа А, 15 % обыкновенных акций распределены среди членов трудового коллектива, 35 % в собственности Комитета по управлению государственным имуществом России.
- 5 Октября 1995 г. — На чрезвычайном собрании акционеров № 4 было принято решение о конвертации привилегированных акций типа А в обыкновенные, таким образом количество голосующих акций находящихся в руках акционеров физических лиц возросло с 15 % до 40 %.
- 1997 г. — На внеочередном собрании акционеров АО «Разрез Бачатский» было принято решение о реорганизации общества путём присоединения АО «Бачатская автобаза» и АО «Бачатское ПТУ». В результате реорганизации численность трудящихся АО «Разрез Бачатский» возросла до 4833 чел., уставной капитал составил 464213 тыс. руб., разделенный на 464213 акций. Из них привилеги-рованные — 43194, обыкновенные — 421019.
- Февраль 2003 г. — ОАО «Разрез Бачатский» передал лицензию на право добычи ООО «Бачатский угольный разрез».

С начала эксплуатации, с августа 1949-го по август 2009 года на Бачатском разрезе добыто 263,8 млн тонн угля.
Бачатский уголь отгружается более чем в 16 стран ближнего и дальнего зарубежья и в 22 региона России. Среди зарубежных потребителей — страны Европы, Центральной, Юго-восточной Азии и Южной Америки

## Техника и технология

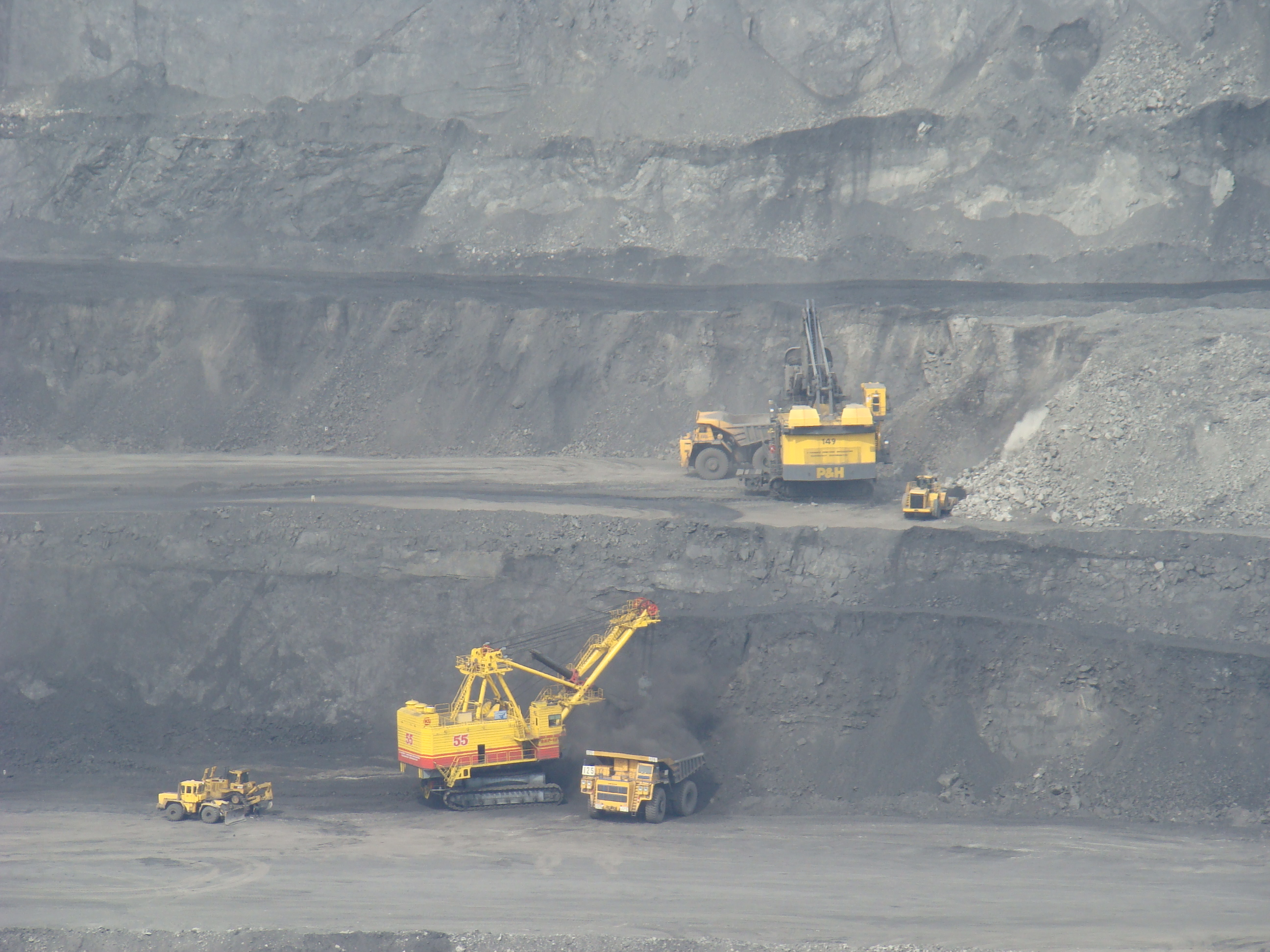
Экскаваторы № 55 и № 149

Первые вскрышные и добычные работы произведены экскаватором «Воронежец» с ковшом 1,9 м³. В 1950 г., когда добыча угля составила 317 тыс. тонн, в забоях работало семь экскаваторов с суммарной ёмкостью ковшей менее 10 м³: американский «Бюсайрус», чехословацкий «Шкода», отечественные «Воронежцы» и «Костромичи». Транспортировка угля осуществлялась ленточными конвейерами в вагоны-углярки, затем — бортовыми автомашинами «МАЗ-200», «ЗИЛ-585», «ЗИС-150», паровозами «ОВ» и «Щ», «Э», всего было четыре локомотивосостава по семь вагонов типа «Магор» ёмкостью 20 м³.
Впоследствии основной парк горнотранспортной техники Бачатского разреза в разные годы составляли:
- шагающие экскаваторы ЭШ-1, ЭШ-4/40, ЭШ-10/60, ЭШ-10/70, мехлопаты ЭВГ-4и, ЭКГ-4у, ЭКГ-8и, 201M-SS (фирма «Sumitomo-Marion»);
- паровозы «ВЛ», тепловозы ТЭ-3;
- гидромониторы ГМД-250, землесосы ЗГМ-ЗМ;
- автомобили «КрАЗ-256» (12 тонн), «МАЗ-525», «БелАЗ-540» (27 тонн), «БелАЗ-548», «БелАЗ-549Б» (75 тонн), НД-1200 (фирма «Komatsu»);
- бурстанки канатно-ударного (БУ-2), вращательного-шнекового (СВБ-2), ударно-вращательного («Урал-61») и шарошечного бурения — БСШ-2 м, 2СБШ-200, 2СБШ-270ИЗ, R-60 (фирма «Бьюсайрус-Эри»),

2009 г. — в эксплуатации 29 экскаваторов с ковшом ёмкостью от четырёх до 33 м³, из них восемь — на добычных работах, 63 автосамосвала грузоподъёмностью 42-320 тонн, девять локомотивов (суммарная ёмкость думпкаров 3600 м³), три буровых станка (диаметр бурения взрывных скважин 270 мм), 24 бульдозера тяжелого типа.
На Бачатском разрезе применялись все виды технологии вскрышных работ на открытой добыче угля, в том числе и самая экономичная по затратам гидромеханизация — с 1951 г. до 2003 г. Вскрышные работы гидравлическим способом Бачатский начал первым среди угледобывающих предприятий страны.
В 1966 г. на Бачатском впервые в отечественной и зарубежной практике началась добыча коксующегося угля открытым способом.
В настоящее время принята комбинированная схема отработки поля разреза с использованием экскаваторов цикличного действия в комплексе с автомобильным и железнодорожным транспортом.
Подготовка скальных пород осуществляется с помощью буровзрывных работ, для бурения скважин применяются высокопроизводительные буровые установки DM-M2 и PV-271. Для взрывания скальных пород используются в основном простейшие ВВ: Сибирит-1200, Сибирит-2500РЗ, Гранулит-НП, Гранулит-НК. Процесс заряжания скважин на блоке механизирован на 99,4 %.
На автомобильной технологии применяются экскаваторы ЭКГ-10, ЭКГ-15, ЭШ- 13/50, ЭШ-10/70, РН-2800ХР (фирмы «Harniscfeger»), в комплексе с автомобилями «БелАЗ-75138у», «БелАЗ-75303», «БелАЗ-75306», «БелАЗ-75600», «САТ-785В» (фирмы «Caterpillar») грузоподъёмностью 110—320 тонн.
Общая протяжённость сети автодорог составляет 110 км, из них 55 км — технологические автодороги. Вскрышные породы после погрузки в автосамосвалы транспортируются на внешние бульдозерные отвалы, а также на перегрузы с последующей отгрузкой на железнодорожный транспорт и вывозкой на внешний экскаваторный отвал.
На железнодорожной технологии используются экскаваторы ЭКГ-4у, ЭКГ-5у, ЭКГ-12ус, ЭКГ-12,5 совместно с тяговыми агрегатами ОПЭ-1 и НП-1, укомплектованными думпкарами 2ВС-105. Протяжённость сети железнодорожных коммуникаций — 171 км, из них 60 км — передвижные железнодорожные пути. Действуют четыре станции. Вскрышные породы после погрузки в локомотивосоставы вывозятся и укладываются на внешний экскаваторный отвал. Для приёма породы применяются экскаваторы ЭКГ-8и, ЭКГ-10, ЭШ-13/50.
Уголь из забоя транспортируется на склады, перерабатывается и отгружается в вагоны МПС для доставки потребителям.
Успешно эксплуатируются введенные в 2005—2006 гг. два 33-кубовых экскаватора Р&Н −2800 ХР фирмы «Harniscfeger», высокопроизводительные буровые установки DM-M2 и PV-271.
С 2006 г. запущен в эксплуатацию большегрузный автосамосвал «БелАЗ-75600» грузоподъемностью 320 тонн, не имеющий аналогов в России. За одну поездку «БелАЗ-75600» способен вывезти до трех железнодорожных вагонов горной массы. Всего в мире насчитывается менее сотни машин такого класса. В новом «БелАЗе» использованы все последние достижения мирового автомобилестроения.
В 2011 году запущены в эксплуатацию 35 кубовый китайский экскаватор WK-35 и американский Р&Н-4100 ХРС с объёмом ковша 57 кубов. Энергетические угли перерабатываются с 2002 г. на обогатительной фабрике «Бачатская энергетическая» (мощностью 3 млн тонн угля в год) и двух сортировочных комплексах ДСК-1 и ДСК-2 (каждый по переработке 1,5 млн тонн угля в год). Коксующиеся угли перерабатываются с 2008 г. на обогатительной фабрике ОФ «Бачатская коксовая» с перерабатывающей мощностью 3 млн тонн угля в год. Разубоженный уголь из забоев автосхемы автосамосвалами вывозится на склады участка переработки и обогащения. Завершается реконструкция комплекса обогатительной установки с отсадочной машиной «Батак», что позволит увеличить извлечение товарного угля из углесодержащей массы РГМ с 350 тыс. до 750 тыс. тонн в год.
С целью повышения эффективности производства в границах действующего поля выполняется реконструкция разреза с внедрением перспективной циклично-поточной технологии (ЦПТ) с использованием конвейерного транспорта. Производственная мощность по перемещению вскрышных пород — 10 млн м³ в год. Внедрение данной технологии позволит уменьшить расстояние транспортирования на автотранспорте на 0,5 км, что повлечет уменьшение эксплуатационных затрат на транспортировании вскрышных пород в 1,5 раза.
Техническая база разреза включает в себя парк необходимого основного и вспомогательного оборудования, а также объекты ремонтного хозяйства — комплекс ремонтных, складских зданий и сооружений, объектов электроснабжения.
Объекты по ремонту и обслуживанию горнотранспортного оборудования расположены на территории основной промплощадки и частично на площадке железнодорожной станции Породная.
Бачатский разрез имеет 4 отвала: 2 железнодорожных (Северный, Западный), и 2 автомобильных отвала (Восточный и Южный).

## Железнодорожный транспорт
Бачатский УР имеет выход на станции примыкания ОАО РЖД (ранее МПС) Разрез и Бочаты. В северной части разреза добыча идет в основном непосредственной погрузкой угля и породы в забое в вагоны. Оттуда они вывозятся на ст. Семенушкино. Породу везут на отвал, на участке забой — Семенушкино — Отвал (Северный) работает 7 тяговых агрегатов ОПЭ1 и 1 тяговый агрегат НП1-024.
Номера ОПЭ1 эксплуатирующийся на разрезе: 351, 360, 371, 379, 405, 411, 502. Списанные номера ОПЭ1 на разрезе: 239, 268, 270, 347.
Локомотивное депо предприятия расположена на станции породная перед въездом пгт. Бачатский.
Недалеко от ст. Семенушкино есть ст. Породная, на которой и находится ЛВД. Кроме того есть пути на склад ВВ.
В южной части разреза уголь вывозят на погрузку в вагоны автотранспортом. Поэтому там действуют две углепогрузочных станции: Угольный склад и Технологическая. С них есть выход двупутным перегоном на ст. Бочаты.
С образования разреза до 1960-х работали паровозы, в 1960-х их сменили тепловозы серии ТЭ3. С 1965 наиболее грузонапряжённые участки электрифицировали и стали ходить тяговые агрегаты ОПЭ1, НП1.
Позже появились тепловозы серий ТЭМ2У(М), ТЭМ7(А), ТЭМ18,ТЭМ18ДМ, которые эксплуатируются до сих пор. В 2022 году предприятие получила тепловоз 2ТЭ25Км-586.
Юг и север разреза соединились в 2000-х, но движение там эпизодическое.
Весной 2023 г. железнодорожная схема на разрезе прекратила свое существование на разрезе.
Также перегон (протяженностью 11км) со ст. Семёнушкино - Угольный склад - Технологическая и регулярно используется предприятием.

## Добыча угля
- 1955 — Преодолен миллионный рубеж добычи. Итог года − 1151 тыс. тонн
- 1964 — 2 млн. 054 тыс. тонн
- 1974 — 3 млн. 149 тыс. тонн
- 1981 — 4 млн. 265 тыс. тонн
- 1983 — 5 млн тонн
- 1986 — 7 млн тонн
- 1989 — 7 млн. 974 тыс. тонн
- 1992—1995 — В результате общего экономического спада в стране произошло снижение добычи до 5 млн тонн в год
- 2002 — Добыча достигла 8 млн. 119 тыс. тонн угля, превысив доперестроечный уровень
- 2005 — 8 млн. 459 тыс. тонн
- 2006 — 8 млн. 845 тыс. тонн
- 2007 — 9 млн. 153 тыс. тонн
- 2008 — 9 млн. 564 тыс. тонн

## Руководители
- В. А. Просняков был первым начальником разреза с 1949 по 1951 гг.
- Ф. А. Уфимцев директор с 1951 по 1959 гг.
- В. П. Богатырев директор с 1959 по 1964 гг.
- И. Ф. Литвин директор с 1964 по 1983 гг.
- Н. Ф. Григорьев директор с 1983 по 1995 г
- Н. И. Овчинников и. о. директора с 2004 по 2007 гг.
- Н. С. Приезжев директор с 1995 г.
- С.А. Смирнов директор с 2023 г.

## Достижения и рекорды
- 1964 г. — бригада машиниста землесоса И. Н. Мартынова, работающая на строенной гидроустановке, смыла за сезон 4,3 млн м³ грунта — свыше 1,4 млн м³ на каждую установку (всесоюзный рекорд).
- 1975 г. — прием породы на железнодорожном отвале бригадой экскаватора ЭКГ-8и (бригадир П. И. Старцев) составил 3 млн. 658 тыс. м³ (всесоюзный рекорд).
- 1975 г. — бригада тепловоза ТЭ-3 (бригадир Н. И. Виноградов) вывезла за год горной массы 1 млн. 418 тыс. м³ (всесоюзный рекорд).
- 1976 г. — достигнут наивысший годовой объём по вскрыше на железнодорожный транспорт бригадой экскаватора ЭКГ-8и (бригадир В. П. Соловьёв) — 2637 тыс. м³ (всесоюзный рекорд).
- 1988 г. — бригада В. И. Свержука (экскаватор «Марион» 201 M-SS с ёмкостью ковша 16 м³) установила всесоюзный рекорд высокопроизводительной месячной нагрузки, переработав 702 тыс. м³ горной массы, за год — 5 млн. 295 м³.
- 2005 г. — в декабре комплексная бригада экскаватора Р&Н-2800 № 149 (бригадир А. Ю. Петров, участок № 1, начальник Д. А. Крюков) отгрузила на автотранспорт и вывезла из забоя 1 млн м³ вскрышной породы, установив тем самым всероссийский рекорд. Кроме экскаваторщиков Р&Н-2800 № 149, в комплексной бригаде работали десять экипажей автомобилей марки «БелАЗ-75306» и бульдозеристы ТД-40 № 40.
- В декабре 2007 г. экскаваторная бригада Р&Н-2800 № 155 (бригадир А. Ю. Чубуков) отгрузила на автотранспорт 1 млн. 663 тыс. кубометров горной массы. Это рекордное достижение по марке экскаватора не только на Бачатском разрезе и в компании «Кузбассразрезуголь», но и по стране в целом. Никто в России ещё не достигал подобного результата.
- 20 мая 2008 г. состоялась торжественная добыча символической 250-миллионной тонны бачатского угля.

В Кузбассе с одного угольного предприятия с момента пуска его в эксплуатацию 250-миллионая тонна угля добыта впервые, и, как прозвучало на торжестве в честь события, в ближайший десяток лет вряд ли подобное произойдет где-то ещё. Достижение таких объёмов добычи стало возможным благодаря слаженной работе коллектива и техническому перевооружению предприятия

## Награды коллектива
- Орден Трудового Красного Знамени (1966 г.),
- сертификат РФ «Лидер российской экономики» (1995 г.),
- международные призы за увеличение объёмов производства, реализации и экспорта продукции «GOLDEN MERCURE» (ЮАР),

«COMMITMENTTO QUALITI AWARD» (1997 г.),
«LEADER OF INDUSTRY» (1998 г.),
«CRYSTAL NIKE» (2000 г.),
«GRANDE MEDAILLE D’OR INVEST» (1999, 2000 гг.),
«GOLDEN EUROPE AWARD FOR QUALITI. NEW MILLENNIUM» — впервые среди угольщиков России и мира (2001 г.),
«GOLDEN STANDART»,
- орден «Знак Петра Великого» (2002 г.),
- переходящий Кубок имени Л.M. Резникова за первое место по компании «Кузбассразрезуголь» (2001, 2002 гг.),
- переходящий Кубок Кемеровской области за первое место в производственном соревновании открытчиков (2001, 2002 гг.),
- Кубок губернатора Кемеровской области «Лучшему предприятию по итогам областного конкурса предприятий открытой угледобычи» (2006 г.).
- Три бачатца получили звание Героя Социалистического Труда:

бригадиры- экскаваторщики, авторы многих трудовых починов, областных и всесоюзных рекордов Н. А. Путинцев и В. П. Соловьев, директор И. Ф. Литвин.
- Звания «Герой Кузбасса» удостоен бригадир-экскаваторщик А. Ю. Чубуков.
- Лауреатами Государственной премии СССР стали И. Ф. Литвин, главный инженер В. П. Богатырев, зам. главного инженера Л. А. Митин, машинист землесоса И. Н. Мартынов, механик участка гидромеханизации Г. А. Баданин, начальник участка К. И. Николаев,
- Лауреатами Государственной премии РФ — директор разреза Н. Ф. Григорьев, бригадир- экскаваторщик В. И. Нестеров.

## Структура управления
ОАО «Разрез Бачатский» —
Организационная структура управления относится к линейно-функциональному типу, охватывает все многочисленные виды деятельности структурных подразделений разреза и взаимосвязь между ними.
Структура управления разрезом включает в себя аппарат генерального директора, шесть дирекций: по производству, техническую, по экономике и финансам, по поставке и МТС, по кадрам и соц. вопросам, по кап. строительству, а также управление безопасности и комбинат коммунальных предприятий.

## Происшествия
- 19 июня 2013 - техногенное 8 балльное землетрясение [1]